# Abel Gabuza
Abel Gabuza (Joanesburgo, 23 de março de 1955 – Durban, 17 de janeiro de 2021) foi um clérigo sul-africano e arcebispo coadjutor católico romano de Durban .

## Vida
Abel Gabuza nasceu em 23 de março de 1955 em Alexandra, África do Sul. Ele era um dos seis filhos. Seu pai morreu quando ele era jovem e sua mãe o mandou para um internato para fornecer um ambiente mais seguro do que sua cidade natal. Ele estudou no St. Paul Minor Seminary e no St. Peter Major Seminary, ambos em Hammanskraal, interrompendo seus estudos após o primeiro ano para passar um ano como operário de fábrica, e depois no National Major Seminário de São João Vianney. Foi ordenado sacerdote pela Arquidiocese de Pretória em 15 de dezembro de 1984.
Ele trabalhou em ministérios paroquiais de 1985 a 1987. Ele passou o ano acadêmico de 1987-1988 fazendo um mestrado em teologia na Escola de Teologia Jesuíta da Universidade de Berkeley, Califórnia. Ele voltou a lecionar no Seminário Preparatório St. Paul em Hammanskraal, atuou como Reitor daquele seminário de 1991 a 1994.  Ele assumiu o ministério paroquial novamente em 1995. Em 1999 tornou-se Vigário Geral da Arquidiocese de Pretória e em 2009, seu Administrador Apostólico.
O Papa Bento XVI o nomeou bispo de Kimberley em 23 de dezembro de 2010. Ele recebeu sua consagração episcopal em 19 de março de 2011 de Jabulani Adatus Nxumalo, O.M.I., arcebispo de Bloemfontein. Ele se tornou Presidente da Comissão Justiça e Paz da Southern Bispos Católicos da África Conferência e defendeu para garantir os fundos de pensão dos trabalhadores da interferência do governo e da protecção dos mineiros saúde.
Em 9 de dezembro de 2018, o Papa Francisco nomeou-o Arcebispo coadjutor de Durban para suceder ao Cardeal Wilfrid Fox Napier.
Na cúpula do Vaticano sobre abuso sexual em fevereiro de 2019, Gabuza discordou daqueles que minimizaram a importância da questão na África. Ele disse que o abuso sexual de menores por membros da família ainda era um "segredo" demais. Quanto ao clero, ele disse que "o abuso de menores não pode ser facilmente descartado como uma 'coisa ocidental'." Em abril de 2020, ele apoiou as restrições do governo às assembleias públicas, incluindo serviços religiosos, em resposta à pandemia COVID-19 e apelou aos padres para encontrarem respostas criativas. Ele disse: “a Igreja de Cristo começou pequena nas casas, não nas grandes estruturas que temos hoje. De certa forma, estamos voltando às nossas raízes porque cada família é uma Igreja doméstica. Quando nos reunimos aos domingos ou em qualquer outro dia, nós reúnam-se como várias igrejas domésticas. " Ele também promoveu alianças para combater a AIDS / HIV junto com a violência de gênero por meio de um programa que funciona em tavernas locais.
Morreu em 17 de janeiro de 2021 no Hillcrest Hospital, em Durban, devido a complicações da COVID-19.